# Marjorietta minor
Marjorietta minor là một loài tò vò trong họ Ichneumonidae.